# Benzyltriethylammoniumchlorid
Benzyltriethylammoniumchlorid (TEBAC) ist eine organisch-chemische Verbindung aus der Stoffgruppe der quartären Ammoniumverbindungen.

## Gewinnung und Darstellung
Benzyltriethylammoniumchlorid kann durch Reaktion von Benzylchlorid mit Triethylamin in einem geeigneten Lösungsmittel hergestellt werden.

## Eigenschaften

### Chemische Eigenschaften
Benzyltriethylammoniumchlorid ist ein brennbarer, schwer entzündbarer Feststoff. Bei 20 °C weist eine wässrige Lösung der Konzentration 100 g/l einen pH-Wert von 6–8 auf.

## Verwendung
Benzyltriethylammoniumchlorid wird vor allem als Phasentransferkatalysator, zum Beispiel bei der Addition von Dichlorcarbene an Olefine oder bei der Herstellung von Epoxiden, eingesetzt.

## Sicherheitshinweise
Von Benzyltriethylammoniumchlorid gehen akute und chronische Gesundheitsgefahren aus. Die Zündtemperatur beträgt 300 °C. Ab einer Temperatur von 185 °C zersetzt sich die Verbindung in Ammoniak und Chlorwasserstoff. Mit einem Flammpunkt von > 275 °C gilt die Substanz als schwer entflammbar.